# Алексенський Юрій Ніконович
Алексенський Юрій Ніконович  (нар. 4 грудня 1950, Зеленокумськ Ставропольського краю — 21 вересня 2017, Полтава) — український мотоболіст, 12-разовий володар Кубка Європи, чемпіон Європи (1986), дворазовий чемпіон СРСР (1970, 1973).

## Спортивна кар'єра
У 1964 році Ю.Алексенський став гравцем новоствореної мотобольної команди «Блискавка» (Зеленокумськ). В 1967 році став чемпіоном РСФСР, а в 1968 році — у першому дивізіоні чемпіонату Радянського Союзу, а в 1970 році — чемпіоном СРСР. Потім з 1969 по 1986 роки грав у складі збірних РРФСР і СРСР з мотоболу.
До Полтави Ю.Алексенський прибув у 1971 році на запрошення тренера Анатолія Ковгана. Разом з командою «Вимпел» він ставав чемпіоном та володарем Кубка СРСР 1973 року, срібним призером чемпіонату 1974 року і неодноразово — бронзовим призером і фіналістом Кубка СРСР.
Закінчив грати у складі команди мотобольного клубу «Дружба» з села Мачухи на Полтавщині.

## Досягнення
Ю.Алексенський — один з найтитулованіших спортсменів в історії полтавського спорту всіх часів. Він володів абсолютно всіма титулами сучасного мотоболу. Так у складі збірної СРСР був переможцем першого чемпіонату Європи 1986 року, а до того (з 1969 року) 10 разів був володарем Кубка Європи — турніру, який передував чемпіонатам Європи.
В 1969 році присвоєно звання Майстер спорту міжнародного класу.
У складі збірної Полтавщини Ю.Алексенський виборював звання чемпіона Спартакіади України, а у складі збірної України — чемпіона Спартакіади народів СРСР 1983 року.

## Народне звання
За високу індивідуальну техніку гри серед усіх європейських мотоболістів Ю.Алексенського називали «мотобольним Пеле». Він один міг витягнути на себе всю команду суперників, а потім віддати такий пас на вільного гравця, що тому залишалося лише ногу підставити, щоб переправити м'яч у ворота.

## Тренерська робота
Ю.Алексенський після завершення ігрової кар'єри з 2000 по 2006 роки тренував мотоболістів полтавського «Вимпела». В 2005 році ця команда стала чемпіоном України.